# Sùng Lễ
Sùng Lễ (chữ Hán giản thể: 崇礼区) là một quận thuộc địa cấp thị Trương Gia Khẩu, tỉnh Hà Bắc, Cộng hòa Nhân dân Trung Hoa. Quận này có diện tích 2326 ki-lô-mét vuông, dân số 120.000 người. Mã số bưu chính Sùng Lễ là 076350. Chính quyền Sùng Lễ đóng ở trấn Tây Loan Tử. Quận Sùng Lễ nằm ở phía bắc Trương Gia Khẩu. Từ năm 1700, Thiên Chúa giáo được truyền bá vào thôn Tây Loan Tử, khu vực này trở thành một trung tâm truyền giáo quan trọng, lấy toàn đại giáo đường làm trung tâm và phát triển thành thị trấn. Năm 1934 lập Cục thiết chính Sùng Lễ, năm 1936 lập huyện Sùng Lễ. Nông sản địa phương có: yến mạch, kê, khoai tây.